# Spilocuscus kraemeri
Spilocuscus kraemeri is een zoogdier uit de familie van de koeskoezen (Phalangeridae). De wetenschappelijke naam van de soort werd voor het eerst geldig gepubliceerd door Schwarz in 1910.

## Voorkomen
De soort komt voor op de Admiraliteitseilanden in Papoea-Nieuw-Guinea.